# Course à la direction du Parti québécois de 2015
La course à la direction du Parti québécois de 2014-2015 a pour but d'élire le chef du Parti québécois à la suite de la démission de Pauline Marois.
Pauline Marois, élue chef en 2007, a démissionné le 7 avril 2014 à la suite de la défaite du PQ lors de l'élection générale québécoise de 2014. Stéphane Bédard assure l'intérim jusqu'à l'élection d'un nouveau chef. 
Le 15 mai 2015, Pierre Karl Péladeau est élu chef avec 57,6 % des voix.

## Contexte
Le candidat choisi sera le huitième chef du Parti québécois. Il ne s'agira toutefois que de la troisième élection à la direction du parti, faisant suite à celles de 1985 et de 2005. Pierre Marc Johnson et André Boisclair ont été respectivement élus lors de ces deux scrutins. La majorité des chefs précédents ont été élus sans opposition : René Lévesque en 1968, Jacques Parizeau en 1988, Lucien Bouchard en 1996, Bernard Landry en 2001 et Pauline Marois en 2007.
Lors de l'élection générale de 2014, le Parti québécois récolte 25,38% des suffrages, son pire résultat lors d'une élection générale depuis 1970. Le parti entame donc une restructuration idéologique et structurelle parallèlement à l'élection à la direction. Le directeur-général du parti, Sylvain Tanguay quitte ses fonctions le 2 mai 2014. Alors que le PQ était lui-même au pouvoir, mais minoritaire, il a volontairement déclenché des élections alors qu'il était pressenti à devenir majoritaire, sondages à l'appui. Or, il n'est même pas parvenu à retrouver son gouvernement, qui lui est tombé des mains face au nouveau chef du Parti libéral du Québec, Philippe Couillard, qui a obtenu une majorité des sièges à l'Assemblée nationale. La plupart des analystes accuseront l'incohérence et l'instabilité du parti : entre sa représentation idéologique publique et les faits existait une marge grandissante. Personne ne savait plus, finalement, si le parti était souverainiste et social-démocrate, ou même s'il avait des politiques concordantes.

## Modalités et calendrier
Les règles entourant l'élection du futur chef ont été proposées aux présidents d'association (CNPP) par l'exécutif du parti le 4 octobre 2014 à Sherbrooke. Ces règles ont ensuite été divulguées au grand public, soit le jour-même,, :
- Le vote se fera de façon traditionnelle, c'est-à-dire sans primaires ouvertes à tous les Québécois ou sympathisants: seuls les membres en règle pourront élire le chef ;
- Le vote se fera par téléphone et sur Internet ;
- 20 000 $ seront nécessaires pour l'inscription d'un candidat à la course; 5 000 $ supplémentaires seraient requis pour les candidats restants pour un éventuel second tour ;
- Les dépenses maximales s'établissent à 400 000 $ pour chaque candidat ;
- Chaque candidat potentiel a du 14 octobre au 30 janvier pour récolter et présenter 2 000 signatures de 50 circonscriptions (sur 125) et 9 régions (sur 17) ;
- Le vote se tiendra du 13 au 15 mai 2015 ;
- Un second tour se tiendrait, si nécessaire, du 20 au 22 mai 2015.

## Candidats

### Contexte et procédure d'officialisation
La période de mise à candidature a débuté le 14 octobre 2014. Pour être candidat officiel au premier tour, il faut détenir 20 000 $ et 2 000 signatures de membres en règle du Parti québécois de 50 circonscriptions (sur 125) et 9 régions (sur 17). Aucune candidature ne sera officialisée avant le 30 janvier 2015. Le directeur d'élection, Jacques Léonard, annoncera les candidats officiels le 4 février 2015. En plus des signatures, un premier montant de 10 000 $ devra être recueilli pour le 30 janvier 2015.  

### Candidatures officielles

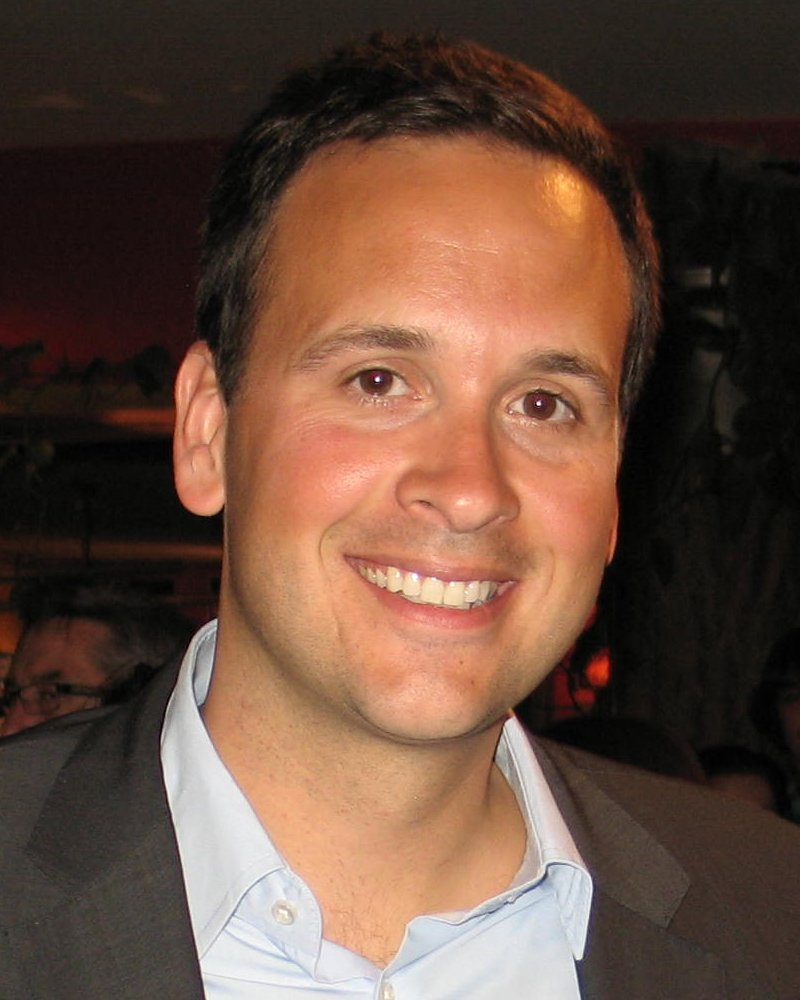
Alexandre Cloutier
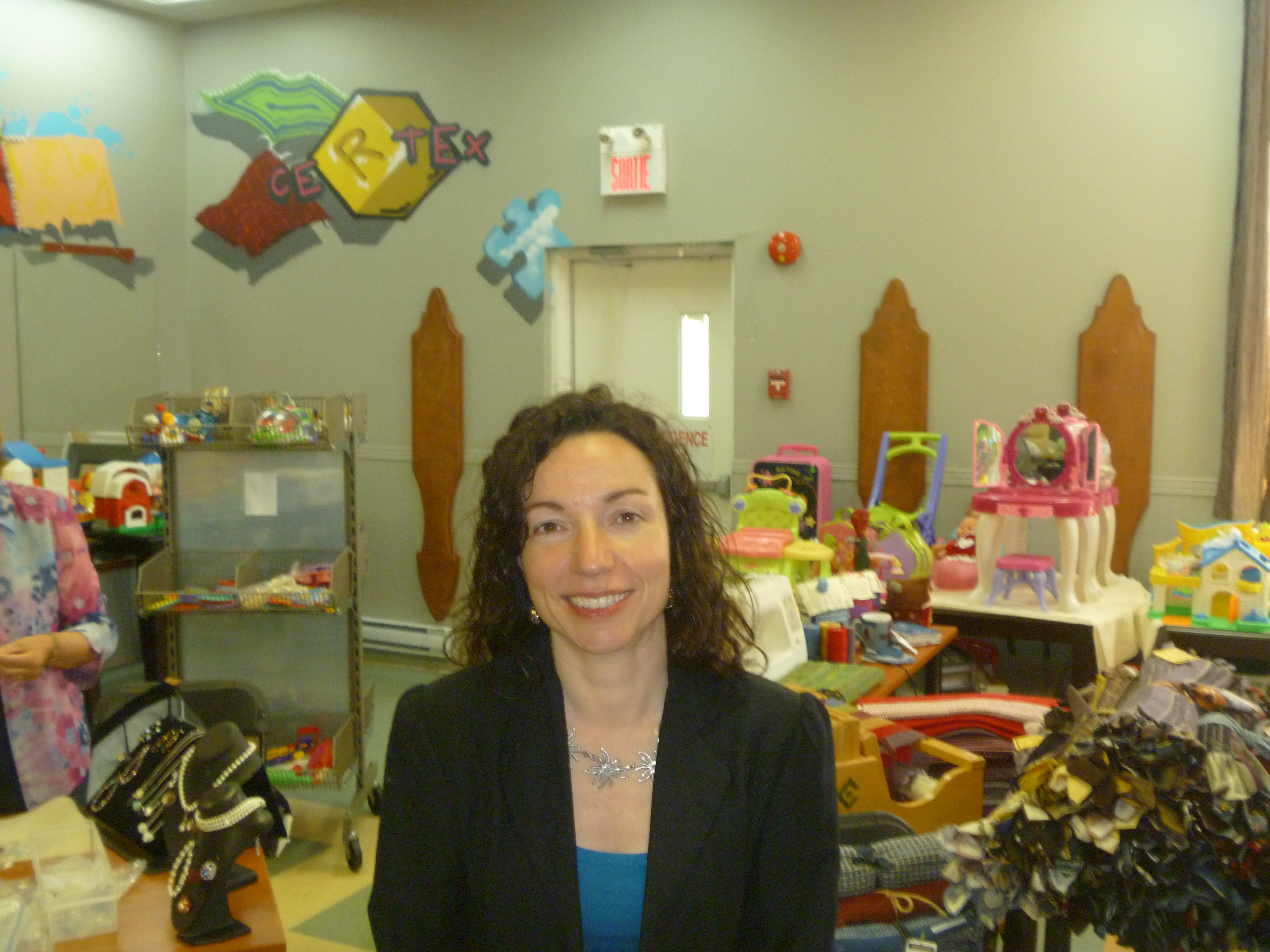
Martine Ouellet
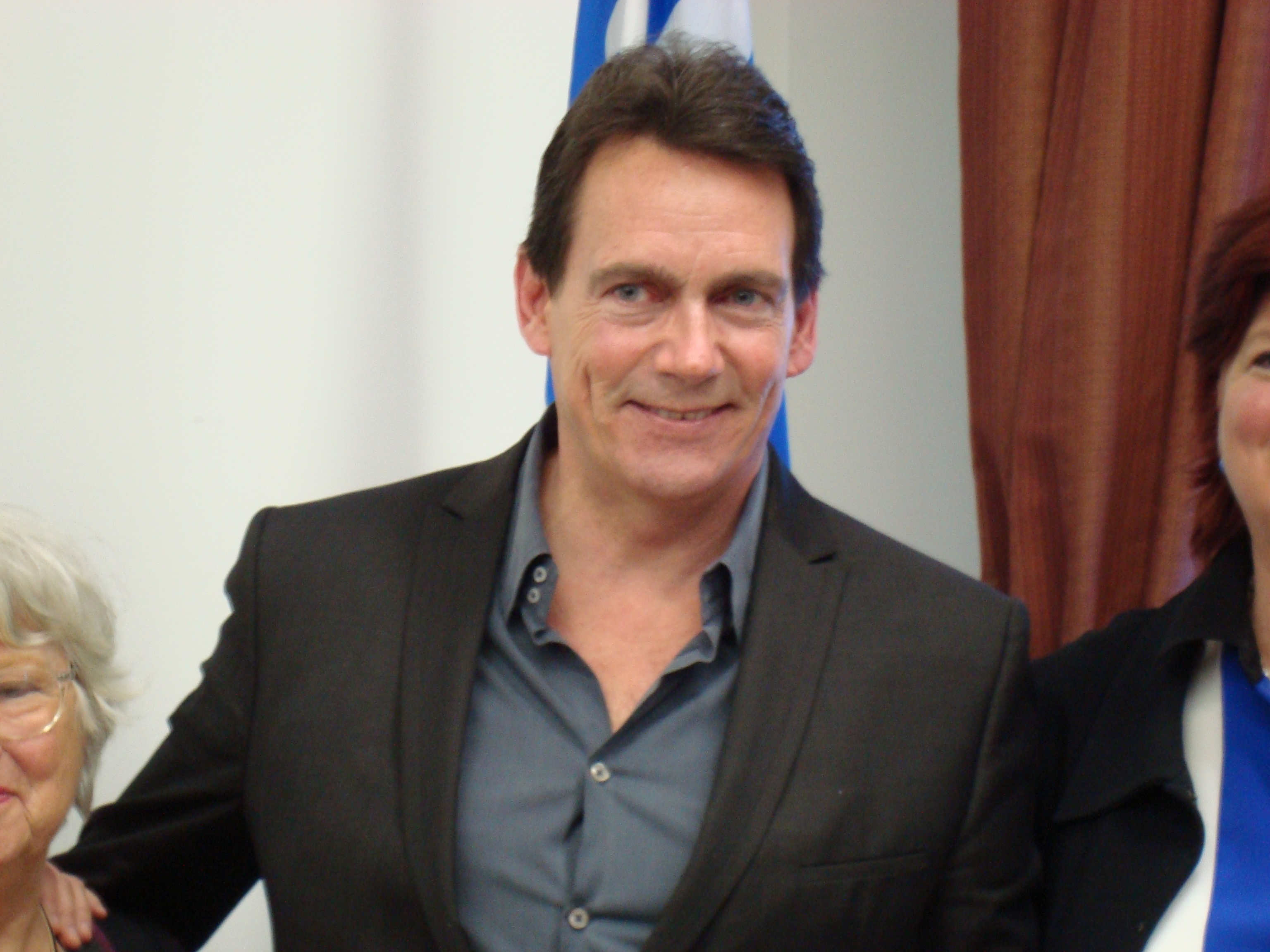
Pierre Karl Péladeau

- Alexandre Cloutier, député de Lac-Saint-Jean depuis 2007 et Ministre délégué aux affaires intergouvernementales canadiennes, à la Francophonie canadienne et à la Gouvernance souverainiste de 2012 à 2014[7] ;
- Pierre Karl Péladeau, député de Saint-Jérome depuis 2014[8],[9],[10].
- Martine Ouellet, députée de Vachon depuis 2010 et Ministre des Ressources naturelles de 2012 à 2014[11] ;

### Candidats ayant déposé leur candidature, mais qui déclarent forfait durant la course

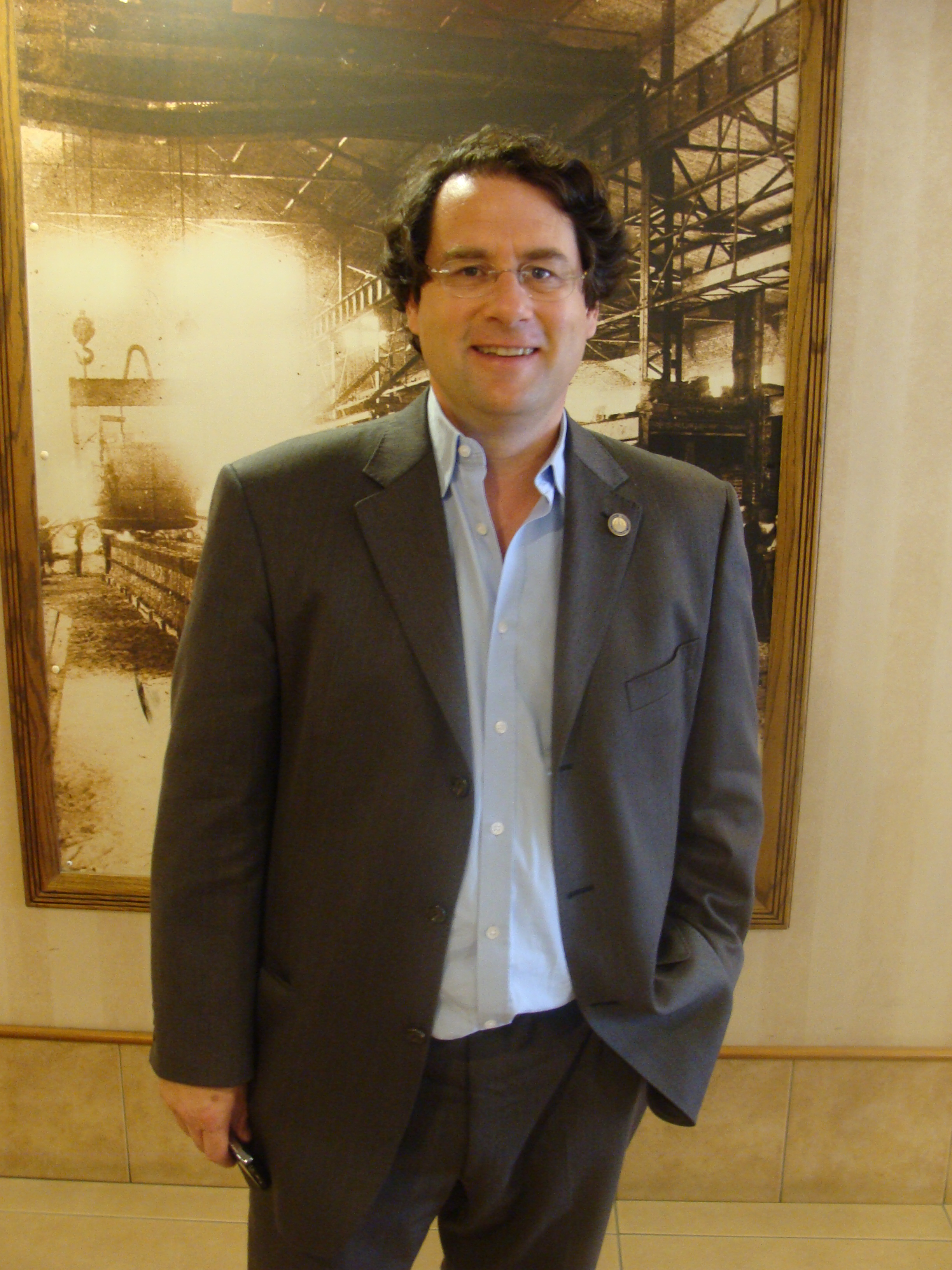
Bernard Drainville
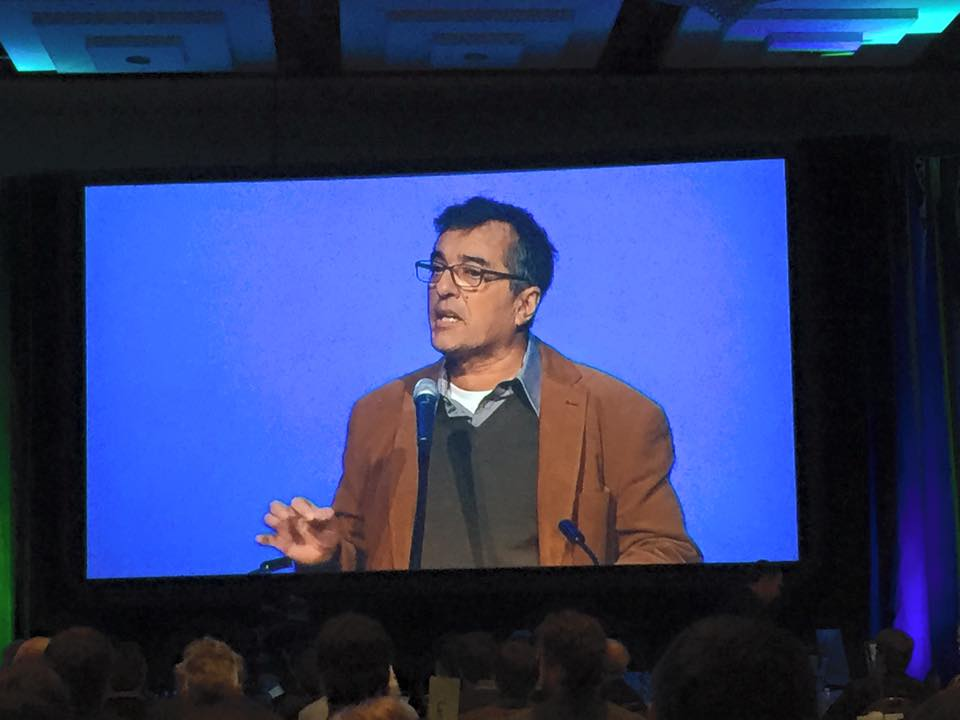
Pierre Céré

- Bernard Drainville, député de Marie-Victorin, se retire de la course à la direction le 22 avril 2015, à la surprise générale. Il décide de se rallier à Pierre Karl Péladeau[12] ;
- Pierre Céré, seul candidat non-élu à l'Assemblée nationale, candidat dans Laurier-Dorion aux élections de 2014, porte-parole du Conseil National des Chômeurs et Chômeuses et coordonnateur du Comité Chômage de Montréal[13],[14]. Sa candidature est officialisée le 30 janvier 2015 mais il déclare forfait le 10 mai, faute d'avoir pu réunir la deuxième tranche de financement nécessaire. Il appelle ses soutiens à voter pour Martine Ouellet ou Alexandre Cloutier[15] et votera à titre personnel pour Martine Ouellet[16].

### Candidats pressentis puis écartés, et leur appui
Cette liste est non exhaustive et regroupe tous les individus ayant démontré de l'intérêt pour le poste de direction ou dont le nom a circulé dans les médias. 
- Gilles Duceppe, le 13 mai 2014[17] ;
- Réjean Hébert, le 3 septembre 2014[18] ;
- Sylvain Gaudreault, le 16 septembre 2014[19] ; Il appuie Bernard Drainville ;
- Véronique Hivon, le 20 septembre 2014[20]. Elle appuie Alexandre Cloutier [21] ;
- Pascal Bérubé, le 30 septembre 2014. Il appuie Pierre Karl Péladeau[22] ;
- Jean-Martin Aussant, le 5 octobre 2014[23] ;
- Nicolas Marceau, le 10 novembre 2014[8]. Il appuie Pierre Karl Péladeau
- Daniel Turp, le 20 janvier 2015 [24] Il appuie Pierre Karl Péladeau[25].
- Jean-François Lisée, le 23 janvier 2015 [26]. Même s'il était un joueur majeur dans la course pré-officielle, il décide d'abandonner le tout[27] et reste par la suite neutre sur les candidats restants dans la course;
- Michel Brûlé, le 30 janvier 2015[28] ;
- Pierre Curzi, le 30 janvier 2015 ;
- Pierre Duchesne, le 30 janvier 2015[29] ;
- Marc Laviolette, le 30 janvier 2015[30] ; Il appuie Bernard Drainville.
- Nic Payne (d'Option nationale), le 30 janvier 2015[31]; il appuie Martine Ouellet

## Appuis officiels d'actuels députés péquistes

### Pierre Karl Péladeau
- Pascal Bérubé, successivement député de Matane puis de Matane-Matapédia depuis 2007, il a aussi été ministre délégué au Tourisme et ministre responsable de la région du Bas-Saint-Laurent de 2012 à 2014. Présentement, il est porte-parole de l'Opposition officielle en matière de Sécurité publique et vice-président de la Commission des transports et de l'environnement[32],[33] ;
- Nicole Léger a été député de Pointe-aux-Trembles de 1996 à 2006 puis l'est depuis 2008. Elle a successivement été, de 1998 à 2001, ministre déléguée à la Famille et l'enfance puis ministre de la Famille. De 2001 à 2003, elle est ensuite ministre à la Lutte contre la pauvreté et l'exclusion sociale. Elle retourne au titre de Ministre de la Famille de 2012 à 2014. Elle est présentement porte-parole de l'Opposition officielle en matière d'éducation primaire et secondaire, et de persévérance scolaire, en plus d'être présidente de la Commission de l'agriculture, des pêcheries, de l'énergie et des ressources naturelles[34],[35] ;
- Harold Lebel est député de Rimouski depuis 2014. Il est présentement porte-parole de l'Opposition officielle en matière de Lutte à la pauvreté, de solidarité et d'économie sociale ainsi qu'en matière d'Aînés. Il est aussi membre du Bureau de l'Assemblée nationale[34],[36] ;
- Maka Kotto, député de Bourget depuis 2008. Il a été ministre de la Culture et des Communications du 19 septembre 2012 au 23 avril 2014, sous le gouvernement de Pauline Marois.
- Dave Turcotte, député de Saint-Jean depuis 2008. Il a été Whip adjoint du gouvernement du 11 septembre 2012 au 5 mars 2014, sous le gouvernement de Pauline Marois.
- Claude Cousineau, député de Bertrand depuis 1998. Il est le Porte-parole de l'opposition officielle en matière de tourisme.
- Nicolas Marceau, député de Rousseau depuis le 21 septembre 2009 et ancien ministre des Finances et de l'Économie de 2012 à 2014.
- Sylvain Rochon, député de Richelieu depuis les élections partielles québécoises de 2015.
- Diane Lamarre, députée de Taillon.
- Mathieu Traversy, député de Terrebonne.
- Bernard Drainville, député de Marie-Victorin.
- Sylvain Gaudreault, député de Jonquière.
- Alain Therrien, député de Sanguinet.
- Guy Leclair, député de Beauharnois.
- Sylvain Roy, député de Bonaventure.

### Alexandre Cloutier
- Gaétan Lelièvre, député de Gaspé depuis 2012 et ministre délégué aux Régions et ministre responsable de la région de la Gaspésie-Îles-de-la-Madeleine de 2012 à 2014. Depuis 2014, il est porte-parole de l'Opposition officielle en matière d'Affaires municipales et de Développement des régions ;
- Véronique Hivon, députée de Joliette depuis 2008 et ministre déléguée aux Services sociaux et à la Protection de la Jeunesse, et ministre responsable de la région de Lanaudière de 2012 à 2014. Depuis 2014, elle est porte-parole de l'Opposition officielle en matière de Culture, de Communications, d'Enseignement supérieur et de Soins de fin vie[37].
- François Gendron, député d'Abitibi-Ouest depuis 1976 et doyen de l'Assemblée nationale du Québec. Il a été à la tête de plusieurs ministères sous différents gouvernements, dont ministre de l'Éducation, ministre des Ressources naturelles, ministre de l'Agriculture et ministre responsable de la région de l'Abitibi-Témiscamingue. Il a également été vice-premier ministre de 2012 à 2014[38].

### Martine Ouellet
Elle-même députée, aucun autre élu du PQ ne s'est cependant rallié à elle.

## Autres actuels députés péquistes n'ayant pas de parti pris officiel

### À la suite du désistement de Bernard Drainville, qu'ils appuyaient, ils n'appuient pas d'autres candidats[39]
- Carole Poirier
- André Villeneuve[40]

### Par choix: ils prennent officiellement aucune position[41]
- Jean-François Lisée, député de Rosemont, à la suite de son désistement, le 23 janvier 2015, de se présenter comme candidat à la chefferie.
- Lorraine Richard est députée de Duplessis depuis 2003[42].

### Par devoir de neutralité[43]
- Stéphane Bédard est député de Chicoutimi depuis 1998 et a été ministre responsable de l'Administration gouvernementale, ministre responsable de la région du Saguenay-Lac-Saint-Jean et Président du Conseil du Trésor de 2012 à 2014. Étant chef intérimaire du parti pendant la course, M. Bédard restera neutre. Cependant, il est à noter que son frère Éric Bédard appuie Pierre Karl Péladeau.
- Sylvain Pagé, député de Labelle et président du caucus
- Marjolain Dufour est député de René-Lévesque depuis 2003 et est whip du parti depuis 2012.
- Agnès Maltais, députée de Taschereau, leader parlementaire
- Stéphane Bergeron, député de Verchères, leader adjoint

## Appuis d'anciens élus du Parti québécois

### Pierre Karl Péladeau[44],[45]
Total partiel: 1 premier ministre, 14 ministres et 23 autres députés.
- Jacques Baril, ancien ministre des Transports ;
- Yves Beaumier, ancien ministre de la Famille ;
- Pierre Bélanger, ancien ministre de la Sécurité publique ;
- Manon Blanchet, ancienne ministre du Travail, à l'Emploi et à la Solidarité sociale ;
- Étienne-Alexis Boucher, ancien député de Johnson ;

- André Boulerice, ancien ministre de l'Immigration ;
- Serge Cardin, ancien député péquiste et bloquiste de Sherbrooke ;
- Noëlla Champagne, ancienne députée de Champlain ;
- Solange Charest, ancienne députée de Rimouski.
- Guy Chevrette, ancien ministre des Affaires sociales, de la Santé et des Services sociaux, du Développement des régions; des Affaires municipales, de la Réforme électorale, des Affaires autochtones, des Ressources naturelles, des Transports, de la Faune et des Parcs, etc. ;
- Jacques Côté, ancien député de Dubuc ;
- Yves Duhaime, ancien ministre du Tourisme et des Finances.
- Luc Ferland, ancien député d'Ungava ;
- Jean-Pierre Jolivet, ancien ministre de la Forêt et des Régions ;
- Guy Julien, ancien ministre de l'Agriculture, des Pêcheries et de l'Alimentation, de l'Industrie et au Commerce et du Revenu ;
- Bernard Landry, ancien chef du Parti québécois et ancien premier ministre québécois[8] ;
- Scott McKay, ancien chef du Parti vert du Québec et ancien député péquiste de Repentigny ;
- Michel Morin, ancien député de Nicolet-Yamaska;
- Claude Pinard, ancien député de Saint-Maurice ;
- Matthias Rioux, ancien ministre du Travail et des Aînés ;
- Daniel Turp, ancien député de Mercier et professeur de droit à l'Université de Montréal ;
- Marcel Landry, ancien ministre de l'Agriculture, des Pêcheries et de l'Alimentation ;
- Linda Goupil, ancienne ministre de la Justice et d'État à la Solidarité sociale, à la Famille et à l'Enfance ;
- Danielle Doyer, ancienne députée de Matapédia ;
- Léopold Marquis, ancien député de Matapédia ;
- Diane Barbeau, ancienne députée de Vanier ;
- René Blouin, ancien député de Rousseau ;
- Jacques Côté, ancien ministre délégué à l'Habitation ;
- Claude Lachance, ancien député de Bellechasse ;
- Jérôme Proulx, ancien whip en chef ;
- Daniel Goyer, ancien député de Deux-Montagnes ;
- Serge Geoffrion, ancien député de La Prairie ;
- Roland Richer, ancien député d'Argenteuil ;
- Lucie Papineau, ancienne député de Prévost ;
- Denise Beaudoin, ancienne députée de Mirabel ;
- Rosaire Bertrand, ancien député de Charlevoix, ministre délégué responsable de la région de la Capitale-Nationale et membre du Conseil du trésor
- Roland Dussault, ancien député de Châteauguay,
- Gilles Chapadeau, ancien député de Rouyn-Norenda-Témiscamingue
- Élizabeth Larouche, ancienne députée d'Abitibi-Est
- Pierre Paquette, ancien député bloquiste de Joliette
- Le Parti québécois de la Montérégie
- Le Parti québécois de l'Outaouais ainsi que le Comité des jeunes péquistes de l'Outaouais
- Le Comité des jeunes péquistes de l'Estrie
- Le Comité des jeunes péquistes des Laurentides

### Alexandre Cloutier
Total partiel: 4 ministres et 6 autres députés.
- Louise Beaudoin a été député de Chambly de 1994 à 2003, puis de Rosemont de 2008 à 2012 et elle a aussi été successivement, de 1994 à 2003, ministre aux Affaires intergouvernementales canadiennes, ministre de la Culture et des Communications et ministre responsable de l'application de la Charte de la langue française, ministre des Relations internationales et de la Francophonie et ministre d'État aux relations internationales ;
- Louise Harel[46], ancienne député de 1981 à 2008 du Parti québécois dans Hochelaga-Maisonneuve, ministre à plusieurs reprises, ex-candidate à la mairie de Montréal et ex-chef de Vision Montréal.
- Serge Ménard, député de Laval-des-Rapides de 1993 à 2003 à l'Assemblée nationale. Il a été ministre de la Sécurité publique, ministre de la Justice et ministre des Transports. Il a ensuite été député du Bloc Québécois à la Chambre des Communes pour la circonscription de Marc-Aurèle-Fortin de 2004 à 2011.
- Cécile Vermette, député de Marie-Victorin de 1985 à 2007. Elle a été whip adjointe du gouvernement de Jacques Parizeau et leader parlementaire adjointe du gouvernement de Bernard Landry.
- Jean-Marie Claveau[47] a été député de la circonscription de Dubuc, à l'Assemblée nationale du Québec, de 2012 à 2014.
- Stéphan Tremblay[48] est un ancien député du Parti québécois et du Bloc québécois à l'âge de 22 ans, ce qui fait de lui l'un des plus jeunes députés à avoir siégé à la Chambre des communes du Canada.
- Léo Bureau-Blouin[49]: ancien député de Laval-des-Rapides de 2012 à 2014, mandat durant lequel il a été adjoint parlementaire à la première ministre Pauline Marois. Il est présentement président du conseil des jeunes du Parti québécois.
- Henri Lemay: Il a été député de la circonscription de Gaspé pour le Parti québécois de 1981 à 1985. Il a été adjoint parlementaire du ministre de l'Agriculture, des Pêcheries et de l'Alimentation du 25 mai 1983 au 20 décembre 1984 et ministre délégué au Développement et à la Voirie des régions dans les cabinets Lévesque et Johnson du 20 décembre 1984 au 12 décembre 1985.
- Marie Bouillé : députée d'Iberville de 2008 à 2014, elle a été porte-parole de l'opposition officielle en matière d'agriculture, de pêcheries et d'alimentation, du 9 janvier 2009 au 26 août 2010.
- Benoît Laprise : ex-député de Roberval à l’Assemblée nationale du Québec.

### Martine Ouellet
Total partiel: 1 député.
- Émilien Pelletier, député du Parti québécois de Saint-Hyacinthe de 2008 à 2014

## Autres appuis populaires

### Pierre Karl Péladeau

#### Personnalités issues du milieu politique
- Le Parti Communiste du Québec[50] ;
- 150 jeunes souverainistes[51] ;
- Alain Lupien, ancien organisateur de l'ancien chef du parti André Boisclair et ancien directeur de cabinet de Diane De Courcy ;
- Geneviève Décarie, ancienne adjointe à la direction de l'organisation du Bloc québécois ;
- Éric Bédard, avocat, frère de l'actuel chef intérimaire Stéphane Bédard et ancien conseiller politique de Jacques Parizeau ;
- L'ex-députée bloquiste Ève-Mary Thaï Thi Lac ;
- Louise Gallant, mairesse de Sainte-Sophie (Laurentides) ;
- Andrée Ferretti, militante indépendantiste et vice-présidente du RIN ;
- Marie-José Raymond, productrice et membre fondatrice du RIN ;
- Jacques Lanctôt, éditeur et ancien membre du Front de Libération du Québec.

##### Autres personnalités
- Claude Fournier, auteur et cinéaste[52] ;
- Denise Filiatrault, comédienne, metteuse en scène, directrice de théâtre, scénariste et réalisatrice québécoise ;
- Flavie Payette-Renouf, réalisatrice ;
- Manon Leriche, documentariste ;
- Victor-Lévy Beaulieu, écrivain ;
- Éric Lapointe, auteur-compositeur-interprète ;
- Alexandre Belliard, auteur-compositeur-interprète ;
- Joëlle Morin, comédienne ;
- Yanick Barrette, intellectuel, auteur et blogueur ;
- France Castel, actrice et animatrice ;
- Chantal Francke, ex-RBO, comédienne et auteur ;
- Richard Z Sirois, ex-RBO et animateur de radio ;
- Hugo Giroux, comédien ;
- Réjean Tremblay, auteur et journaliste ;
- Pierre Harel, poète, musicien, cinéaste et scénariste ;
- Danièle Lorain, comédienne ;
- Marcel Tessier, historien, professeur et conférencier ;
- Michel Barrette, humoriste, acteur et ancien animateur de radio ;
- Mario Bédard, comptable et fondateur de J'ai ma place ;
- 101 personnalités du monde de la culture.

### Martine Ouellet[53],[54],[55],[56]

#### Personnalités issues du milieu politique
- En quittant le 10 mai 2015, Pierre Céré appelle les membres du PQ à voter pour Martine Ouellet ou Alexandre Cloutier
- Plusieurs personnalités politiques issues de divers milieux (ON, PVQ, NMQ, CSN, Convergence nationale, Mouvement Québec Français, etc) ont signé un plaidoyer en octobre[57],[58] ;
- Une trentaine d’indépendantistes de tous les horizons, du Parti québécois, du Bloc québécois, d’Option nationale, de Québec solidaire, d’étudiants, de travailleurs et d’artistes accompagnent Ouellet à son lancement de campagne[56]
- Une cinquante de militants d'Option nationale (ON) appuient Martine dont les personnalités suivantes[59]: Jennifer Beaudry (ex-candidate), Julien Longchamp (ex-candidat), David Guillemette (ex-conseiller), Éric D'Alo (Président d'ON dans Laurier-Dorion), Pierre-Olivier Rathé (président d'ON dans Rousseau), Annie Carrier (ex-présidente d'ON dans Granby), Évelyne Beaudin (ex-candidate et ex-membre du conseil national d'ON), Marthe Lapierre (présidente d'ON dans Granby), Étienne Boivin (organisateur), Jean-Philippe Jodoin (trésorier pour ON dans Laurier-Dorion), Frédérick DeRoy (ex-candidat), Benjamin Michaud (ex-candidat), Eid Harb (ex-candidat), Mathieu Lebel (ex-conseiller), Vanessa Roy (ex-candidate et présidente de la commission santé pour ON), Samuel Bergeron (ex-candidat), Mathieu L Bouchard (conseiller), Julie Nadon (ex-conseillère), Martin Paquette (conseiller), etc. La plupart des autres militants signataires ne sont listés qu'en tant que membres ou sympathisants[60]. Les deux noms suivants figuraient également parmi les signataires:
- Nic Payne (ex-président d'Option nationale et ex-candidat pour le parti, il a également pensé à se présenter à la chefferie du PQ 2015 avant d'appuyer Martine et s'est présenté à la chefferie d'ON 2013, terminant deuxième après Sol Zanetti[61])
- Patrick R. Bourgeois (ex-candidat et ex-membre du Conseil national d'Option nationale, il est également auteur et journaliste, président et rédacteur en chef du journal Le Québécois ainsi que président du Réseau de résistance du Québécois)[60]
- Sylvie Legault, artiste et candidate pour le Parti québécois dans Mercier en 2014 ;
- Philippe Bourque, ingénieur et président du Parti québécois de Jean-Lesage à Québec ;
- Pascal Lavoie, étudiant et représentant jeune du Parti québécois de Berthier ;
- Geneviève Marsan, ancienne directrice de campagne de Jean-François Lisée ;
- Jean Cloutier, ancien chef par intérim du Parti vert du Québec.
- L'ex-députée bloquiste France Bonsant
- L'ancien député de Taschereau André Gaulin

#### Autres personnalités
- Jacques Fortin (professeur HEC Montréal) ;
- Régis Parent (professeur HEC Montréal) ;
- Robert LaTour (professeur honoraire HEC Montréal) ;
- Jean-Marc Picard (professeur honoraire HEC Montréal ;
- Jean-Pierre Lefebvre (professeur honoraire HEC Montréal) ;
- Daniel Roy, directeur québécois du Syndicat des Métallos ;
- Michel Parent. président du syndicat des cols bleus de la Ville de Montréal ;
- Le SPQ-Libre ;
- Marc Laviolette ;
- David Chartrand, du Syndicat des machinistes[62] ;
- Yves Ouellet, de la FTQ-Construction[62] ;
- Magali Picard, de l’Alliance de la fonction publique du Canada section Québec[62] ;
- François Avard, auteur ;
- JiCi Lauzon, comédien ;
- Ghislain Taschereau, comédien, humoriste.

### Alexandre Cloutier

#### Personnalités issues du monde des arts
- Vincent Graton, comédien[63].
- Serge Denoncourt, metteur en scène
- Claude Prégent, comédien
- Marc Béland, comédien
- Bernard Fortin, comédien
- Vincent Bilodeau, comédien
- Louis-Jean Cormier, auteur-compositeur-interprète
- David Marin, auteur-compositeur-interprète
- Michel Rivard, auteur-compositeur-interprète
- Yves Lambert, auteur-compositeur-interprète [64]
- Normand D'Amour, comédien
- Guylaine Guay, comédienne
- Xavier Huard, comédien
- Jimmy Larouche, réalisateur
- Salomé Leclerc, auteure-compositrice-interprète
- Alexis Martin, comédien
- Brigitte Poupart, metteure en scène et comédienne
- Serge Fiori, auteur-compositeur-interprète[65]

#### Autres personnalités
- Le 11 mai 2015, 500 jeunes co-signent une lettre d'appui : « Investir dans la jeunesse et l'éducation ».[66]
- En quittant le 10 mai 2015, Pierre Céré appelle les membres du PQ à voter pour Martine Ouellet ou Alexandre Cloutier
- 118 jeunes ont signé un plaidoyer en mai[67] ;
- Vincent Couture, président régional du Parti québécois du Bas-St-Laurent et président de l'association de circonscription du Parti québécois de Rivière-du-Loup-Témiscouata et des Basques
- Éliane Laberge a été présidente de la Fédération étudiante collégiale du Québec (FECQ) de 2012 à 2014 ;
- Patrick Fortier, président de l'Association péquiste de Lac-Saint-Jean.
- Lamine Foura, secrétaire général du Congrès Maghrébin au Québec
- Stéfanie Tougas, vice-présidente du Conseil des jeunes péquistes et ex-présidente de la FAÉCUM
- Richard Nadeau, ex-député bloquiste
- Mireille Arvisais, présidente du Parti québécois de Rosemont
- André-Félix Barriault, président régional jeune du Parti québécois de la région de la Gaspésie-Îles-de-la-Madeleine
- Joey Champagne, président régional jeune du Parti québécois de la région de la Côte-Nord
- Grégoire Dufour, président régional jeune du Parti québécois de la région de la Capitale-Nationale
- Micheline Dufour, présidente du Parti québécois de Laval-des-Rapides
- Sabin Gaudreault, président régional du Parti québécois Saguenay-Lac-Saint-Jean-Nord-du-Québec
- Roxanne Gendron, présidente du Parti québécois d’Outremont
- Gabrielle Lemieux, membre de l’exécutif national du Parti québécois
- Karl Poirier, président de la cellule du Parti québécois du Cégep de Limoilou
- Anis Telmat, président régional jeune du Parti québécois de la région de Laval
- Cécile Vigneault, présidente régionale jeune du Parti québécois de la région du Centre-du-Québec
- André Paradis, président de la CRÉ du Saguenay-Lac-Saint-Jean, maire de Saint-Henri-de-Taillon et préfet de la MRC Lac-Saint-Jean-Est
- Sylvain Tremblay, maire de Saint-Siméon et préfet de la MRC de Charlevoix-Est
- Jean-Marc Crevier, ex-président régional de la Fédération des travailleurs du Québec (FTQ) au Saguenay-Lac-Saint-Jean
- Marc Maltais, président régional de la Fédération des travailleurs du Québec (FTQ) au Saguenay-Lac-Saint-Jean
- Olivier Bolduc, ancien candidat de Québec Solidaire dans Chutes-de-la-Chaudière
- Philippe Boily, ancien candidat d’Option nationale dans Chapleau
- Jocelyn Fradette, ancien candidat de l’Action démocratique du Québec dans Lac-Saint-Jean
- Neko Likongo, ancien candidat du Parti québécois dans Jean-Talon
- François Privé, ancien candidat du Nouveau parti démocratique dans Roberval-Lac-Saint-Jean

## Appuis de Bernard Drainville avant de quitter la course le 22 avril et leur nouveau choix

### Députés qui siégeaient à l'Assemblée nationale
À la suite du désistement de leur candidat (qui a décidé d'appuyer Pierre Karl Péladeau), la majorité des députés qui l'appuyaient le suivent et appuient aussi M. Péladeau. André Villeneuve et Carole Poirier sont en réflexion.
- Alain Therrien, député de Sanguinet depuis 2012[68], il se rallie à PKP[69];
- Sylvain Roy, député de Bonaventure depuis 2012[68], il se rallie à PKP[69];
- Guy Leclair, député de Beauharnois depuis 2008[68], il se rallie à PKP[69];
- Mathieu Traversy, député de Terrebonne depuis 2008, il se rallie à PKP[69];
- Sylvain Gaudreault député de Jonquière depuis 2007 et a été ministre de 2012 à 2014.  Il se rallie à PKP[69];
- Carole Poirier, députée de Hochelaga-Maisonneuve depuis 2008[70]. Elle a annoncé sur Facebook qu'elle resterait neutre le restant de la course ;
- André Villeneuve, député de Berthier depuis 2008. Il annoncera son second choix le jour du vote.

### D'anciens élus du PQ
Gilles Chapadeau, député du Parti québécois de Rouyn-Noranda−Témiscamingue de 2012 à 2014 et ex-Adjoint parlementaire de 2012 à 2014. Le 11 mai 2015, il annonce son appui à Pierre-Karl Péladeau.

### Autres appuis populaires
- Le SPQ-Libre, il se tourne vers Martine Ouellet
- Marc Laviolette, il se tourne vers Martine Ouellet
- Une soixantaine de jeunes, dont plusieurs membres et ex-membres d'exécutifs péquistes régionaux et même de l'exécutif national, ont signé un plaidoyer en septembre[72] ;
- Stéphane Gobeil[73].
- Robert Lapointe, président de l’Association péquiste régionale Gaspésie–Îles-de-la-Madeleine
- Alain Dion, président de l'Association péquiste du comté de Rimouski

## Appuis de Pierre Céré avant de quitter la course le 10 mai et leur nouveau choix
L'équipe signataire du programme de campagne du candidat regroupe plus d'une quinzaine de personne dont les trois personnalités suivantes :
- L'ex-député bloquiste Yves Lessard ;
- l'ex-député bloquiste Claude Guimond ;
- L'ancien vice-président de la CSN Roger Valois ;

Il a également reçu l'appui de: 
- Claude Patry, député bloquiste de Jonquière-Alma [75], il soutient ensuite Alexandre Cloutier[76]
- Alain Duguay, président du Syndicat des travailleurs et travailleuses des postes;
- Sylvain Murphy, président du CA, Unifor section locale 4511;
- Fernande Lévesque, vice-présidente, Conseil régional de la Montérégie de la CSN;
- Joanie Harnois, candidate du Parti québécois dans Jeanne-Mance-Viger en 2014;
- Line Sirois, co-porte parole du Conseil National des Chômeurs et Chômeuses[77].

## Slogans
- Pierre Céré : Un Québec Juste, Un Québec Libre
- Alexandre Cloutier : Maintenant. Autrement.
- Bernard Drainville : Votre Voix
- Martine Ouellet : Oui, c'est vrai
- Pierre Karl Péladeau : Réussir

## Sondages
| Dernier jour du sondage | Pierre Karl Péladeau | Bernard Drainville | Alexandre Cloutier | Martine Ouellet | Pierre Céré | Jean-François Lisée | Maison de sondage | Source |
| ----------------------- | -------------------- | ------------------ | ------------------ | --------------- | ----------- | ------------------- | ----------------- | ------ |
| 3 mai 2015              | 50,5%                | -                  | 36,1%              | 9,7%            | 3,4%        | -                   | Solutions LogiK   | Lien   |
| 11 avril 2015           | 59 %                 | 9 %                | 13 %               | 4 %             | 1 %         | -                   | Léger             | Lien   |
| 7 février 2015          | 63 %                 | 9 %                | 11 %               | 10 %            | 1%          | -                   | Léger             | Lien   |
| 12 décembre 2014        | 68 %                 | 9 %                | 11 %               | 3 %             | 1%          | 2%                  | Léger             | Lien   |
| 15 novembre 2014        | 59 %                 | 8 %                | 12 %               | 1 %             | -           | 4%                  | Léger             | Lien   |
| 27 septembre 2014       | 53 %                 | 7 %                | 5 %                | 5 %             | -           | 2%                  | Léger             | Lien   |

## Résultats
Le vote se déroule du 13 au 15 mai 2015. Pierre Karl Péladeau est élu chef avec 57,6 % des voix au premier tour .